# Pasites maculatus
Pasites maculatus är en biart som beskrevs av Louis Jurine 1807.
Pasites maculatus ingår i släktet Pasites och familjen långtungebin. Inga underarter finns listade i Catalogue of Life.